# 제임스 B. 도노반

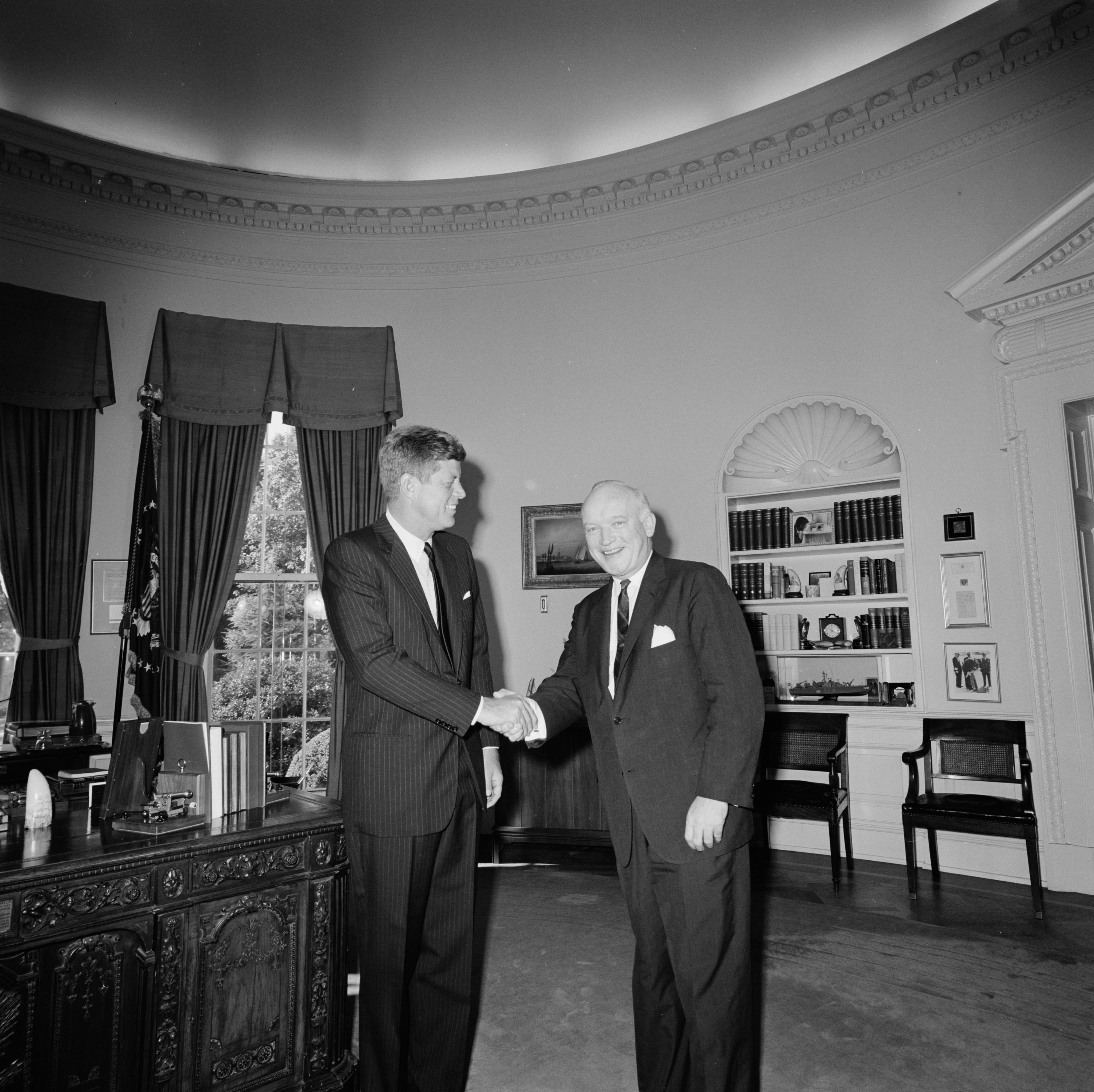
1962년에 미국의 대통령 존 F. 케네디과 함께하고 있는 도노반

제임스 B. 도노반(James B. Donovan, 본명: 제임스 브릿 도노반, James Britt Donovan, 1916년 2월 29일 - 1970년 1월 19일)은 미국 변호사이자 과학 연구 개발 사무국과 전략사무국(OSS, 중앙정보국의 전신)의 미국 해군 장교였다. OSS의 법무 자문위원이자 국제 외교 협상가이다.
도노반은 1960년부터 1962년까지 포로로 잡힌 미국 U-2 조종사 프란시스 게리 파워스와 미국 학생 프레데릭 프라이어를 소련 스파이 루돌프 아벨과 교환하는 협상과 1962년 피그스만 침공 실패 이후 쿠바에 억류된 9,703명의 포로를 석방하고 돌려보내는 협상으로 널리 알려져 있다. 도노반은 2015년 장편 영화 스파이 브릿지에서 톰 행크스가 연기했다.